# Paul Bourillon

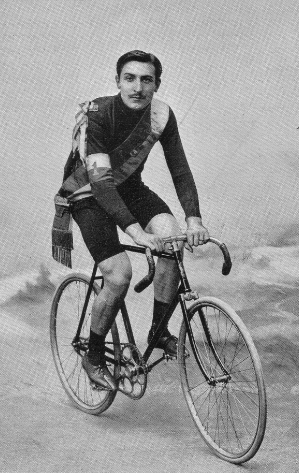
Paul Bourillon (1903)

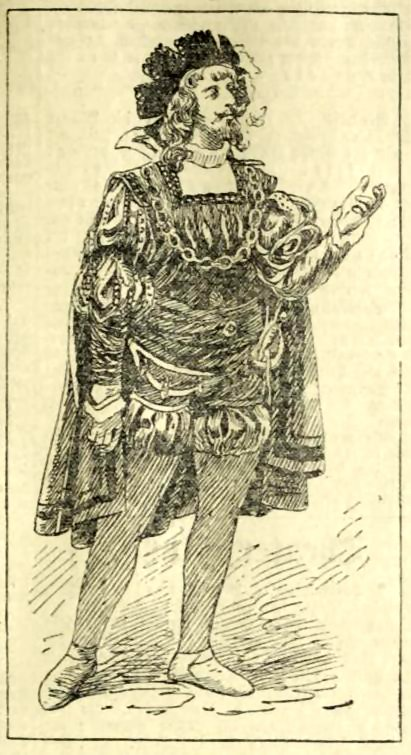
Bourillon bei seiner Premiere als Opernsänger in Nantes in Gounods Faust (1902)

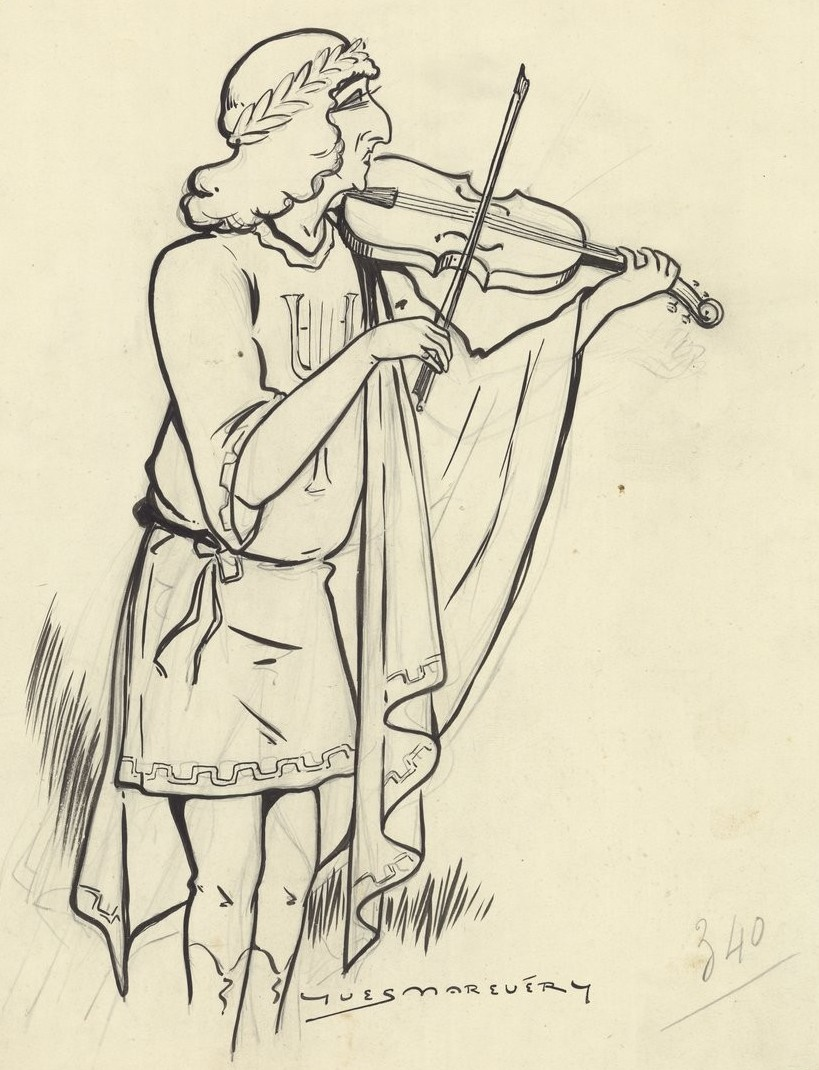
Bourillon in Offenbachs Orpheus in der Unterwelt. Zeichnung von Yves Marevéry

 Pierre Ernest Paul Bourillon, auch Bourrillon, (* 13. Mai 1877 in Marmande bei Bordeaux; † 14. April 1942 ebenda) war ein französischer Radrennfahrer und Opernsänger.

## Sportliche Laufbahn
Paul Bourillon, ein Radrennfahrer der „ersten Generation“, war ein Sohn des Fahrradhändlers Guillaume Bour(r)illon (* 1845) und von dessen Frau Marie, geborene Jantien (* 1851). Beide Eltern starben im April 1915.
Bourillon wuchs im südfranzösischen Marmande auf und bestritt zunächst erfolgreich Junioren-Rennen in seiner Heimat. 1895 hatte er seine ersten Erfolge auf nationaler Ebene, als er bei den Sprint-Klassikern Grand Prix de Paris Platz zwei und Grand Prix de l’UVF Platz drei belegte. 1896 wurde er in Kopenhagen Weltmeister im Bahnsprint sowie britischer Meister über 15 Meilen, 1897 und 1899 französischer Meister im Sprint. Den Grand Prix Turin, einen der ältesten Wettbewerbe im Bahnradsport, gewann er 1897. 1897 und 1898 gewann er den Großen Preis von Berlin. 1898 gewann er den Grand Prix de Paris; allein in diesem Jahr errang er 62 Siege auf verschiedenen Bahnen in ganz Europa und gewann nur ein Rennen nicht, als er Zweiter wurde. In jenem Jahr gab der Weltradsportverband Union Cycliste Internationale  (UCI) seine Erlaubnis für einen Vergleichskampf mit dem Weltmeister der Amateure, dem Deutschen Paul Albert. Das Rennen fand in Hannover statt, nach drei Läufen gewann Bourillon, der Albert später als seinen stärksten Gegner bezeichnete. 1897 gewann er den Großen Preis von Deutschland. Den Grand Prix d’Anvers gewann er 1899.
Bourillon war ein sehr temperamentvoller Mann. Bei der Austragung des Großen Preises von Hamburg 1898 erklärte das Schiedsgericht den Deutschen Willy Arend zum Sieger über Bourillon, der sich benachteiligt fühlte. Als Arend die Ehrenrunde fuhr, entriss der Franzose dem Deutschen den Preis und trat mit den Füßen darauf. Dies verursachte einen Sturm der Entrüstung, der nur mit Hilfe der herbei gerufenen Polizei befriedet werden konnte. Bourillon wurde daraufhin für den Rest der Saison für die deutschen Radrennbahnen gesperrt.
Bourillon war einer der ersten Rennfahrer, der von einer Fahrradfirma (Peugeot) gesponsert wurde, womit von dem Unternehmen ausgiebig geworben wurde. Er galt als arrogant und hochmütig und genoss die öffentliche Aufmerksamkeit, weshalb er bei den Zuschauern nicht sehr beliebt war. 1899 hatte er einen schweren Sturz auf der Radrennbahn von Montluçon, wonach er seine Laufbahn als Sportler beendete.
1898 brachte Bourillon, der als Verkäufer bei seinem Vater arbeitete, diesen dazu, eine kleine Holzradrennbahn von 310 Meter Länge in Marmande erbauen zu lassen.

## Karriere als Sänger
Schon während seiner aktiven Zeit als Radrennfahrer nahm Bourillon Gesangsunterricht. 1902 hatte er seinen ersten Auftritt als Sänger in Nantes in der Oper Faust. Er sang am Théâtre des Arts in Rouen, an der Oper von Bordeaux (als erster Tenor im Jahre 1904) und ab 1908 an der Opéra-Comique in Paris. 1910 tourte er durch die USA. Im April 1915 trat er in Monte-Carlo auf, wo er die Titelpartie in der Operette Hans, le joueur de flûte sang, unter der Leitung des Komponisten Louis Ganne.
1935 begründete Bourillon in seiner Heimatstadt eine Gesellschaft für den Bau einer weiteren Radrennbahn. 1938 wurde die Bahn, die seinen Namen trug, verkauft und in Condom wieder aufgebaut, später in Nizza.

## Ehrungen
Am 16. Januar 1935 wurde Paul Bourillon zum Ritter der Ehrenlegion ernannt. Nach ihm wurde in der Innenstadt seiner Heimatstadt Marmande die „Allée Paul Bourillon“ benannt.

## Werke
- Mes Souvenirs. Lafitte, Paris 1913.